# Swiss und die Andern
Swiss und die Andern est un groupe allemand de punk rock, originaire de Hambourg. Le groupe se compose du leader Swiss, du bassiste Matze Grimm, du guitariste Jakob Schulze, du batteur Tobias Gerth et DJ Da Wizard. Le style musical du groupe est fortement influencé par des thèmes politiques.

## Histoire
En septembre 2014, le groupe publie une première sortie officielle, l'EP Schwarz Rot Braun, sur son propre label Missglückte Welt (distribué via Soulfood). À l'occasion de cette sortie, Swiss et Die Andern jouent trois concerts pour des fans et des journalistes musicaux lors d'une croisière en cotre sur l'Elbe dans le port de Hambourg. À l'automne 2014, Swiss et Die Andern accompagnent le groupe J.B.O. lors de sa tournée en Allemagne, en Autriche et en Suisse.
En janvier 2015 déjà, le premier album Große Freiheit sort, avec lequel Swiss und die Andern atteint la 44e place du classement des albums en Allemagne. Les extraits vidéo de Vermisse dich et Asche zu Staub passent en rotation sur plusieurs chaînes de télévision. En 2016, le deuxième album Missglückte Welt suit et après l'EP Wir gegen die publié en 2017, le troisième album Randalieren für die Liebe sort à l'été 2018. Le quatrième album Saunaclub sort en 2020, suivi du cinquième album Orphan en début février 2021. 

## Critiques
Les fans du groupe (qui s'appellent aussi « Zecken ») sont organisés en « clans ». Ces fans particulièrement fidèles doivent faire de la publicité pour le groupe et reçoivent en échange, selon leurs propres dires, un accès plus anticipé aux 
billets et au merchandising. Selon un article du Main-Post datant de juin 2022, les réseaux sociaux critiquaient le groupe qui se voulait anticapitaliste, mais qui vendait entretemps à ses fans des articles coûteux.

## Discographie
- 2015 : Große Freiheit (Missglückte Welt/Soulfood) (44e en Allemagne[7])
- 2016 : Missglückte Welt (Missglückte Welt/Soulfood) (28e en Allemagne[7])
- 2018 : Randalieren für die Liebe (Missglückte Welt/Soulfood) (2e en Allemagne[7])
- 2020 : Saunaclub  (Missglückte Welt/Soulfood) (4e en Allemagne[7])
- 2021 : Orphan (Missglückte Welt/Soulfood) (2e en Allemagne[7])
- 2023 : Erstmal zu Penny (Missglückte Welt/Columbia) (1er en Allemagne[7])
- 2024 : 10 Jahre Swiss + Die Andern Best of (Missglückte Welt/Soulfood)